# Lionel Aingimea
Lionel Rouwen Aingimea (* 2. září 1965) je nauruský právník a politik. Od roku 2019 je v pořadí 32. nauruským prezidentem. Vystudoval práva v Austrálii a pracoval mimo jiné jako advokát na Marshallových ostrovech. Později přednášel právo na Univerzitě jižního Pacifiku.

## Politická kariéra
Lionel Aingimea poprvé kandidoval v nauruských parlamentních volbách v roce 2013, a to v obvodu Meneng, avšak neúspěšně. Po těchto volbách však obsadil post sekretáře prezidenta pro spravedlnost v týmu prezidenta Barona Waqaho. V roce 2016, kdy úspěšně kandidoval ve stejném volebním okrsku, se stal zástupcem ministra spravedlnosti a ochrany hranic. Po volbách v roce 2019 ho nauruský parlament zvolil 12 hlasy za 32. prezidenta Nauru, když porazil protikandidáta Adeanga, který obdržel hlasů šest. Zároveň se stal 6. září 2019 ministrem sociálních věcí a ministrem zahraničních věcí.